# Flehmen-reakció

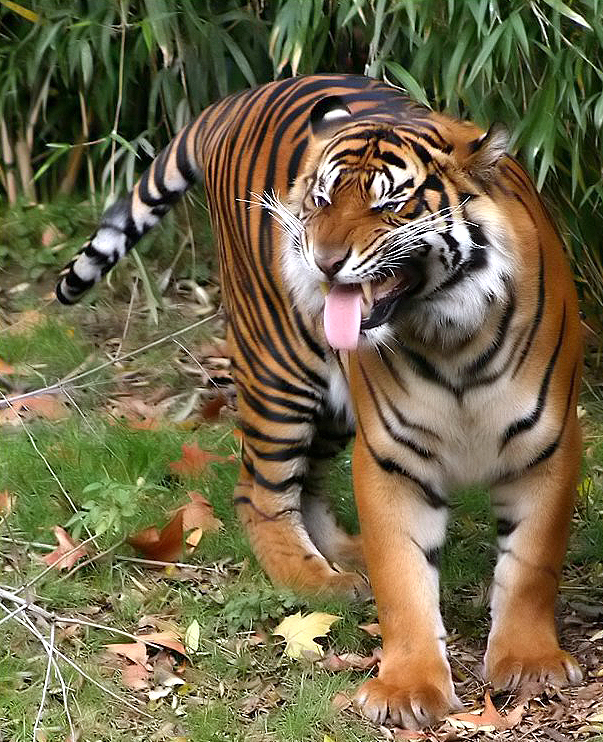
Flehmen-reakció szumátrai tigrisnél

A Flehmen-reakció az állatoknál előforduló viselkedési forma (macskafélék, ló), a német flehmen= a felső ajak felhúzása kifejezésből. A Flehmen-reakció célja a feromonok és más illatanyagok továbbítása a vomeronazális szerv felé. A Flehmen-reakció olyan, mintha az állat grimaszolna.
A flehmen szó a szász "flemmen" szóból ered. A flehmen szót először Karl Max Schneider, a lipcsei állatkert igazgatója használta.
A reakcióról először Frederik Ruysch írt,[mikor?] 1813-ban pedig Ludwig Jacobson írt róla. 